# The Millionaire Next Door
The Millionaire Next Door: The Surprising Secrets of America's Wealthy er en fagbog om økonomi fra 1996, der er skrevet af Thomas J. Stanley og William D. Danko.
Bogen er en samling af forskning for at lave profiler af millionære (amerikanske husholdninger med en nettoformue på over $1 mio.) udført af de to forfattere.
Forfatterne sammenligner adfærdsmønstrene for dem de kalder UAWs (Under Accumulators of Wealth) og PAWs (Prodigious Accumulator of Wealth). Resultatet af ders forskning peger på, at millionære findes i uforholdsmæssigt stort antal i mellemklassen og arbejderkvarterer, og ikke i mere velhavende kvarterer, hvor andelen af white collar-arbejdere er høj (dvs. kontorbaseret arbejde som f.eks. bankfolk, konsulenter, marketing og statsansatte), hvilket kom som en overraskelse for forfatterne, der havde forventet, at det modsatte var tilfældet. Stanley og Dankos bog forklarer, hvorfor det forholder sig sådan, og kommenterer at en høj indkomst ofte vil resultere i at man øger sine udgifter og bruger dem på luksusgoder eller statusgenstande, frem for at spare op og investere.
Bogen er blevet kritiseret for at være et resultat af overlevelsesbias.

## Hovedpointer
- Brug mindre end du tjener
- Undgå at køb statusgenstande eller få en livsstil der er baseret på status
  - PAW'er er mere villige til at tage en finansiel risiko, hvis belønningen er det værd
- Familie-rigdom: UAW'er har tendens til at have børn, som kræver penge fra deres forældre, for at finansiere deres livsstil